# Volleybalvereniging Capelle Nieuwerkerk 2020-2021 (femminile)
Questa voce raccoglie le informazioni riguardanti il Volleybalvereniging Capelle Nieuwerkerk nelle competizioni ufficiali della stagione 2020-2021.

## Organigramma societario
Area direttiva
- Presidente: Ard Kramer

Area tecnica
- Primo allenatore: Ivo Munter

## Rosa
| N° | Nome                 | Ruolo | Data di nascita | Nazionalità sportiva |
| -- | -------------------- | ----- | --------------- | -------------------- |
| 1  | Fleur Uitterlinden   | P     | 8 marzo 2004    | Paesi Bassi          |
| 2  | Elles Dambrink       | O     | 22 giugno 2003  | Paesi Bassi          |
| 3  | Louise Bijlsma       | S     | 2003            | Paesi Bassi          |
| 5  | Anouk van Egmond     | O     | 1998            | Paesi Bassi          |
| 6  | Anne Swart           | C     | 1989            | Paesi Bassi          |
| 7  | Tessa de Boer        | S     | 1996            | Paesi Bassi          |
| 8  | Lisa Vossen          | P     | 2 febbraio 1994 | Paesi Bassi          |
| 10 | Laura Kerkhof        | C     | 1997            | Paesi Bassi          |
| 11 | Kirsten van der Lecq | C     | 1º aprile 1996  | Paesi Bassi          |
| 12 | Marijke Lammers      | L     | 1997            | Paesi Bassi          |
| 13 | Fuerra Everaert      | L     | 5 luglio 1999   | Paesi Bassi          |
| 14 | Noa Sonneville       | S     | 2005            | Paesi Bassi          |

## Statistiche

### Statistiche di squadra
| Competizione          | Punti | In casa | In casa | In casa | In trasferta | In trasferta | In trasferta | Totale | Totale | Totale |
| Competizione          | Punti | G       | V       | P       | G            | V            | P            | G      | V      | P      |
| --------------------- | ----- | ------- | ------- | ------- | ------------ | ------------ | ------------ | ------ | ------ | ------ |
| Eredivisie            | 8/17  | 8       | 5       | 3       | 8            | 2            | 6            | 16     | 7      | 9      |
| Coppa dei Paesi Bassi | -     | 1       | 1       | 0       | 0            | 0            | 0            | 2      | 1      | 1      |
| Totale                | -     | 9       | 6       | 3       | 8            | 2            | 6            | 18     | 8      | 10     |